# В любом случае Роза
«В любом случае Роза» (исп. De Todas Maneras Rosa) ― венесуэльский телесериал Карлоса Переса для канала Venevisión. Мариса Роман и Рикардо Аламо играют главные роли, в то время как Норкис Батиста, Лусиано Д’Алессандро, Густаво Родригес и Беба Рохас ― отрицательные. 
Он начал транслироваться с 25 июня 2013 года в 10:00. С 8 июля трансляция была перенесена на 9 часов вечера. Последний эпизод был показан 17 января 2014 года.

## Сюжет
Сюжет разворачивается вокруг романтических отношений между Розой (Мариса Роман) и Леонардо Альфонсо (Рикардо Аламо). Однако непредвиденное трагическое событие изменит характер Розы. Её маленький сын погибает в результате случайного взрыва, и этот инцидент полностью меняет ее личность. Она становится отзывчивой, умной и обаятельной. Врачи изучают ее случай и приходят к выводу, что это не признаки преодоления трагедии, а скорее симптомы психического расстройства.
Прошло десять лет, а Роза так и не увидела Леонардо. Она возвращается в Венесуэлу после нескольких лет учебы в Лондоне, чтобы найти работу и забрать свою мать Альму (Вирджиния Урданета) на лечение. Она знакомится с Луисом Энрике (Антонио Делли), геем, который нанимает ее, чтобы она притворялась его девушкой перед его семьей и друзьями. Отец Луиса Энрике, Ансельмо (Густаво Родригес), ― человек, занимающийся тайным теневым бизнесом в городе. Роза обнаруживает, что Леонардо ― брат Луиса, и что ребенок, которого она считала потерянным, на самом деле жив и является младшим сыном семьи Мачо Вергара.

## В ролях
- Мариса Роман ― Роза Мария Бермудес
- Рикардо Аламо ― Леонардо Альфонсо Мачо Вергара
- Норкис Батиста ― Андреина Вальехо
- Лусиано Д’Алессандро ― Фелисберто Мачо Вергара
- Нохели Артеага ― Санта-Бермудес
- Густаво Родригес ― Ансельмо Мачо Вергара
- Адриан Дельгадо — Карлос Артуро Руис